# Dasymys incomtus
Dasymys incomtus är en däggdjursart som först beskrevs av Carl Jakob Sundevall 1847.  Dasymys incomtus ingår i släktet Dasymys och familjen råttdjur. IUCN kategoriserar arten globalt som livskraftig. Inga underarter finns listade i Catalogue of Life. Enligt nyare studier bör hela beståndet delas i flera olika arter.

## Utseende
Arten når en kroppslängd (huvud och bål) av 13,7 till 19,2 cm, en svanslängd av 11,9 till 16,0 cm och en vikt mellan 103 och 218 g. Bakfötterna är 31 till 35 mm långa och öronens längd är 15 till 24 mm. Pälsen på ovansidan bildas av hår som är grå nära roten och svartbrun vid spetsen. Färgen på ryggen är därför mörkgrå till svart. Undersidans hår är ljusgrå vid roten och ljusbrun till vit på spetsen. På den långa svansen förekommer många fjäll och några glest fördelade hår. Den är mörk på toppen och ljus på undersidan. Huvudet kännetecknas av små ögon, breda avrundade öron och långa morrhår. Händer och fötter är bruna och nästan nakna. I de övre framtänderna finns inga rännor. På honornas bröst förekommer fyra spenar och ytterligare två spenar finns på buken.
Populationen i sydvästra Sydafrika har gula framtänder. Exemplar som lever i östra Sydafrika och Moçambique har en något ljusare päls.

## Utbredning och habitat
Denna gnagare förekommer i centrala och södra Afrika. Den största populationen har sitt utbredningsområde mellan Centralafrikanska republiken och östra Sydafrika. Isolerade populationer finns i Etiopien och södra Sydafrika. Habitatet varierar mellan skogar, savanner, träskmarker och gräsmarker. Arten besöker även jordbruksmark.

## Ekologi
Individerna går främst på marken och de vistas längre tider i vattnet. Boet ligger något avsides från närmaste vattenansamling och har två delar. Den översta skapas av gräs och andra växtdelar som vävs ihop och den lägre delen är en hålighet i marken. Dasymys incomtus äter olika växtdelar som hittas på marken eller i vattnet och dessutom ingår några insekter i födan. Antagligen lever varje exemplar ensam utanför parningstiden. Individer som hölls i fångenskap i samma bur var aggressiva mot varandra. Denna gnagare är främst aktiv under skymningen och gryningen.
Fortplantningen sker under regntiden eller under den torra perioden beroende på utbredning. Dräktigheten varar cirka 29 dagar och sedan föds 2 till 4 ungar, sällan 5. Ungarna är vid födelsen hjälplösa och de diar sin mor ungefär två veckor. Hannar parar sig för första gången efter cirka 8 veckor och honor kan bli dräktiga efter 18 till 19 veckor.
Kvarlevor från arten hittades i ugglornas spybollar.